# Marie Martinod
Marie Martinod, född den 20 juli 1984, är en fransk freestyleåkare.
Hon tog OS-silver i damernas halfpipe i samband med de olympiska freestyletävlingarna 2014 i Sotji.